# عبد الله بن فرج اليحصبي
عَبْدُ اللهِ بْنُ فَرَج اليَحْصُبِيُّ، وهو أبو محمد عبد الله بن فرج بن غَزْلُون اليحصبيّ، المعروف بـابْنِ العَسَّالِ، كان شاعرًا من أصل طُلَيْطُلِيٍّ، سكن غرناطة واستوطنها، اشتهر بالزهد والورع والخير. كان عارفًا بتفسير الحديث، أديبًا أريبًا وفصيحًا لَسِنًا، له تآليف في الوعظ وأشعار في الزهد. ولد ابن العسال بطليطلة حوالي عام 400  هـ الموافق لعام 1009  م وتوفي بغرناطة يوم الاثنين 10 رمضان 487  هـ، الموافق لعام 1094  م، ودُفِنَ ضُحَى يوم الثلاثاء 11 رمضان بمقبرة باب إلبيرة بين الجبانتين بغرناطة.

## تعلمه
روى عن أبي محمد مكي بن أبي طالب، وأبي عمرو المقرئ، وأبي محمد بن عباس، وأبي عمر بن عبد البر، وابن شق الليل، وابن ارفع رأسه، وأبيه فرج بن غزلون، والقاضي أبي زيد الحشا، ومكي بن أبي طالب، وأبي الوَلِيد البَاجِيّ وغيرهم.

## حاله
قال ابن الصيرفي:

وقال الغافقي:

## شعره
شعره كثير، ومن أمثل ما روي منه قوله:
لما استرد الإفرنج أول مدينة من مدن الأندلس، وهي مدينة طليطلة، من يد ابن ذي النون عام 475  هـ، قال ابن العسال في ذلك:
ويروى صدر البيت الثالث هكذا:
وتروى الأبيات هكذا:
وروى آخر: